# Tuyên bố Abuja (2001)
Tuyên bố và Khung hành động chống bệnh sốt rét Abuja là một cam kết được đưa ra vào năm 2001 bởi các thành viên của Liên minh châu Phi trong một hội nghị tại Abuja, Nigeria. Trong đó, các quốc gia thành viên cam kết tăng ngân sách y tế của họ lên ít nhất 15% trong ngân sách hàng năm của nhà nước và yêu cầu các nước tài trợ phương Tây tăng cường hỗ trợ chính phủ các nước trong việc thực hiện kế hoạch. Theo dõi tiến trình của những nỗ lực, Tổ chức Y tế Thế giới đã báo cáo vào năm 2010 rằng chỉ có một quốc gia châu Phi đạt được mục tiêu đó, trong khi 26 nước đã tăng chi phí y tế và 11 nước đã giảm nó. Chín nước khác đã không có một xu hướng tiêu cực hoặc tích cực đáng chú ý và được ghi nhận.